# Pascoal Ranieri Mazzilli

Pascoal Ranieri Mazzilli

Pascoal Ranieri Mazzilli (* 27. April 1910 in Caconde SP; † 21. April 1975 in São Paulo SP) war ein brasilianischer Politiker und Präsident Brasiliens.
Er wurde 1950 erstmals als Abgeordneter für den Bundesstaat São Paulo des 1945 gegründeten Partido Social Democrático (PSD) ins brasilianische Abgeordnetenhaus gewählt, von 1959 bis 1965 war er dessen Präsident.
Im August 1960, während der Portugalreise des Präsidenten Juscelino Kubitschek, amtierte er erstmals als Staatsoberhaupt, da Vizepräsident João Goulart durch den Wahlkampf verhindert war.
Nach dem Amtsverzicht von Jânio Quadros übernahm Mazzilli erneut die Amtsgeschäfte des Präsidenten von João Goulart während dessen Staatsbesuchs in China, ebenso im April 1962 und Juli 1963 während weiterer Auslandsreisen von Goulart.
Nach dem Militärputsch im Jahre 1964 und der Entmachtung von Goulart übernahm er schließlich ein letztes Mal die Aufgabe des Staats- und Regierungschefs der Republik Brasilien.
Von 1962 bis 1967 war er Präsident der Interparlamentarischen Union und damit der einzige, der gleichzeitig Präsident seines Heimatlandes war.

## Ehrungen
- 1960: Großkreuz der Bundesrepublik Deutschland